# Abhijit Banerjee
Abhijit Banerjee (* 21. února 1961 Bombaj) je indicko-americký ekonom, profesor ekonomie na Massachusettském technologickém institutu. V roce 2019 získal společně se svou ženou Esther Duflovou a Michaelem Kremerem Nobelovu cenu za ekonomii „za jejich experimentální přístup ke zmírnění světové chudoby“. Spolu se svou manželkou jsou tak šestým párem, který získal společně Nobelovu cenu.
Banerjee je spoluzakladatelem Abdul Latif Jameel Poverty Action Lab (spolu s Esther Duflovou) a členem The Consortium na Financial Systems and Poverty (CFSP). Byl prezidentem Bureau for the Research in the Economic Analysis of Development, výzkumným spolupracovníkem National Bureau of Economic Research, výzkumným pracovníkem v Centre for Economic Policy Research, mezinárodním výzkumným pracovníkem Kiel Institute, spolupracovníkem Americké akademie umění a věd a členem Econometric Society. Byl také členem Guggenheimu a členem skupiny Alfred P. Sloan. Je spoluautorem Poor Economics. Působí také v akademické poradní radě Plaksha University na připravované univerzitě vědy a techniky v Indii. Jeho kniha s názvem Good Economics for Hard Times, kterou vytvořil společně s Esther Duflovou, byla vydána v říjnu 2019 v Indii společností Juggernaut Books.

## Život
Narodil se v Bombaji Jeho otec byl Dipak Banerjeem a matka Nirmale Banerjee. Otec byl bengálský profesor a vedoucí ekonomické katedry na Univerzitě Presidency v Kalkatě. Jeho matka Nirmala je marathijskou profesorkou ekonomie v Centru studia sociálních věd v Kalkatě.
Školní vzdělání získal na South Point High School, proslulé vzdělávací instituci v Kalkatě. Po ukončení středoškolského studia byl přijat na Kalkatskou univerzitu, konkrétně na Presidency College, kde roku 1981 získal bakalářský titul z ekonomie. O dva roky později dostal magisterský titul na Jawaharlal Nehru University v Dílí z ekonomie. Během studia na této univerzitě byl zatčen a uvězněn v Tiharské věznici kvůli protestům, kdy studenti obklíčili vicekancléře univerzity P. N, Srivastavu. Nakonec byl propuštěn na kauci a veškerá obvinění byla vznesena proti studentům.
Později získal titul Ph.D v oboru ekonomie na Harvardově univerzitě, a to v roce 1988; předmětem jeho disertační práce byla Eseje v informační ekonomii.

## Kariéra
Banerjee je v současné době mezinárodním profesorem Fordovy nadace na Massachusettském technologickém institutu. Vyučoval i na Harvardově a Princetonské univerzitě.
Jeho práce se zaměřuje na ekonomiku rozvoje. Spolu s Esther Duflovou diskutoval o experimentech v terénu jako o důležité metodologii objevování příčinných vztahů v ekonomii.
V roce 2004 byl zvolen za člena Americké akademie umění a věd. Je také držitelem úvodní ceny Infosys v kategorii společenských věd (ekonomie). V roce 2012 sdílel čestné uznání Geralda Loeba za obchodní knihu se spoluautorkou Esther Duflo za knihu Chudá ekonomika.
V roce 2013 byl generálním tajemníkem Organizace spojených národů Pan Ki-munem jmenován do skupiny odborníků pověřených aktualizací rozvojových cílů tisíciletí po roce 2015 (datum jejich vypršení platnosti). V roce 2014 získal další cenu, a to Bernhard-Harms-Prize od Kielského institutu pro světovou ekonomiku.
V roce 2019 přednesl výroční přednášku na 34 CDAL Export-Import Bank o přepracování sociální politiky. Téhož roku získal spolu s Esther Duflo a Michaelem Kremerem Nobelovu cenu za ekonomii za jejich práci na zmírnění globální chudoby.

## Soukromý život
Byl ženatý s Dr. Arundhati Tuli Banerjee, přednášející na MIT., se kterou se ale později rozvedl. Abhijit a Arundhati spolu měli syna Kabira Banerjee (narozen 1991), který ale zemřel při nehodě v roce 2016. V roce 2015 se Banerjee oženil se svou spolupracovnicí, profesorkou na MIT Esther Duflovou, se kterou mají dvě děti. Banerjee byl vedoucím doktorského titulu Duflové v oboru ekonomie na MIT v roce 1999. Duflová je také profesorkou zmírňování chudoby a ekonomiky rozvoje na MIT.

## Ocenění
Abhijit Banerjee získal spolu s Esther Duflovou a Michaelem Kremerem v roce 2019 Nobelovu cenu za ekonomii.
Ekonom společnosti Czech Fund Lukáš Kovanda komentoval: „Ocenění ekonomové v posledních zhruba dvaceti letech rozvinuli experimentální metody. Jejich přístup spočívá v tom, že rozsáhlou problematiku boje s chudobou člení na dílčí, snáze řešitelné otázky, na něž hledají odpovědi.“ „Zkoumají tedy například to, jak co nejúčinněji zasáhnout za účelem dosažení vyšší úrovně vzdělanosti dané rozvojové ekonomiky či zlepšení zdravotního stavu tamní dětské populace,” dodal. „Následně, poté, co ocenění ekonomové rozparcelují problém chudoby na takovéto dílčí podotázky, hledají na každou z nich odpověď prostřednictvím experimentů přímo v terénu, v rámci dotčené populace, tedy například přímo v podmínkách rozvojové subsaharské ekonomiky nebo indického venkova,“ uzavřel.